# Nasonovia saxifragae
Nasonovia saxifragae är en insektsart. Nasonovia saxifragae ingår i släktet Nasonovia och familjen långrörsbladlöss. Inga underarter finns listade i Catalogue of Life.